# Darius (datorspel)
Darius (ダライアス Daraiasu?) är ett shoot 'em up-arkadspel utgivet av Taito 1986. Spelet är det första i Dariusserien.
Spelaren styr en vapenbestyckad Silver Hawk-rymdfarkost, och skall ta sig genom ett antal banor med fiende-rymdfarkoster och markfordon. Man kan välja vilken väg man vill ta.

### Fotnoter
1. ↑  Higham, Rupert (30 mars 2014). ”Darius retrospective”. Eurogamer. Gamer Network. http://www.eurogamer.net/articles/2014-03-29-darius-retrospective. Läst 26 maj 2014.